# Nassellaria
A Nassellaria a Rhizaria Polycystina osztályába tartozó rend. E rendre kúppal vagy gyűrűvel összekötött váz jellemző. Heterotróf eukarióta planktonikus egysejtűek általában szilikáttartalmú kúpos vázzal. A Polycystina a leggyakoribb sugárállatkaklád, és 4 rendje van, a Spumellaria, a Taxopodida, a Nassellaria és a Collodaria. A Spumellaria és a Nassellaria gyakori tűzkőképző mikrofosszíliák, és fontosak a sztratigráfiai kormeghatározásban, mivel a legrégebbi sugárállatkák prekambriumiak. A Nassellaria fosszíliái a Spumellariánál jóval később jelentek meg a Spumellariáéinál – utóbbiak a prekambriumban is megtalálhatók, míg előbbiek csak a karbontól ismertek. A Nassellaria diverzitása feltehetően a kainozoikum kezdete óta nő.
Az élő és a fosszilis fajok is a legkönnyebben felismerhető és a legérdekesebb protiszták közé tartoztak és tartoznak. Ökológiailag a prekambrium óta fontosak.

## Morfológia
A Nassellaria Anderson és Boltovsky et al. által leírt holotípusának morfológiája tojás alakú központi kapszulát (1 vagy több magot, Golgi-készüléket, mitokondriumot, lizoszómát és más, a sejtfunkcióban fontos sejtszervecskéket tartalmazó sejtrész) szól porózus kúpos szilícium-dioxid vázban. A központi kapszula általában a váz apikális végén van. A bazális vég általában üreges kör alakú, így a váz kúpos. A központi kapszula körül a vázban van az extracapsulum. Ezek elsősorban gázzal töltött buborékszerű alveolusokat tartalmaznak, melyek az élőlény felhajtóerejét szabályozzák, és rizopódiumok kötik össze. A fuzulák kötik össze a kapszulát az extracapsulummal. Axopódiumok és további fuzulák haladnak a bazális végen és a pórusokon kifelé, ezekkel esznek.
Vázának 3 alaptípusa van. Az első 3 egy síkban, egymástól 120°-ra lévő megnyúlt spikula összekapcsolásából keletkezik („háromlábú állvány”), a második a korábban említett kúpos, porózus váz, a harmadik egy rácsos héj körüli gyűrűből áll. E három váztípus keveredhet, összesen 7 vázkategóriát létrehozva. A legegyszerűbb Nassellaria-morfológiaosztályzások is összetettek a még a testvércsoport Spumellariával összehasonlítva is sokszínű morfológiák miatt. Ennek veleszületett természete okozza a diverzitást, mely a Nassellaria gyors diverzitásnövekedéséhez vezethetett a kainozoikum során.
Sok fajuk szegmentált – körkörös vázrészek (strictura) vannak a vázkúp körül. Ezek szakaszokra osztják, általában hagymaszerűbb alakot adva. Egyes fajok kúpjának apikális végén vagy laterális részén tüskék vannak. Az alapi nyílás mentén lévő tüskék a „lábaik”.

## Ökológia
Sok fajuk héjában páncélos ostorosok élnek szimbiontaként. A Nassellaria-faj ammóniumiont és szén-dioxidot termel a páncélos ostorosnak, mely a Nassellaria-fajnak nyálkás membránt ad a káros élőlények elleni védekezéshez és a tápanyagszerzéshez. A páncélos ostoros szimbionták SSU rDNS-ének elemzéséből származó bizonyíték van arra, hogy a páncélos ostoros-sugárállatka szimbiózis a többi páncélosostoros-szimbiózistól (például a likacsosházúakétól) függetlenül alakult ki, és hogy nem történt kettejük koevolúciója.
A Nassellaria általában állábai alapi nyílásán túl való kinyújtása révén táplálkozik. Az axiális kiemelkedés igen hosszú, e nyíláson kívül nyúló álláb, és rövidebb, terminális kiemelkedések veszik körbe, melyek az axiális kiemelkedés körül terminális kúpot alkotnak. Három fázisban eszik: először kinyújtja állábát, majd elkapja a táplálékot, majd visszahúzza az állábat. Alakja hasznos e mechanizmushoz, mert a táplálékot a váz többi részének pórusainál nagyobb alapi nyíláson keresztül tudja bekebelezni, szemben a Spumellariával.
Egy másik csoport axiális kiemelkedés nélkül eszik, helyette vastag terminális kúpot alkot, melyet maga mögé bocsát ki halászhálóként. A három fázis e csoportra is jellemző. E „halászhálós” tagok könnyebben láthatók nyílt terepen, és különleges látványt adnak.
Más planktonokat, például kis algákat, baktériumokat, diatómákat és kis zooplanktont esznek.

## Fosszíliák
A kora paleozoikumi sugárállatka-fosszíliákban a karbonig jobbára Spumellaria található, ekkor a Nassellaria diverzitása jelentősen megnőtt. A mezozoikum óta a két csoport diverzitása hasonló volt, tömeges kihalásokkor csökkent, majd a kvaterner során ismét emelkedett.
Az alga-sugárállatka szimbiózisok gyakoriak az élő fajokban, de ezek evolúciója és időpontja ismeretlen, mivel a szimbionta algák nem hagynak hátra fosszilizálható kemény vázat. E kérdés izotópelemzéssel válaszolható meg, mivel az algák elsősorban 12C-t vesznek fel, így a szimbiontával rendelkező mészvázas élőlények, például a likacsosházúak a szimbionta nélkülieknél 13C-gazdagabbak. Ha az izotóparány-elemzéshez megfelelő fosszilis bizonyítékok szerezhetők, a Nassellaria vagy a Spumellaria algaszimbiózisainak megjelenése behatárolható lehet.

## Fordítás
Ez a szócikk részben vagy egészben  a   Nassellaria című angol Wikipédia-szócikk ezen változatának fordításán alapul.  Az eredeti cikk szerkesztőit annak laptörténete sorolja fel. Ez a jelzés csupán a megfogalmazás eredetét és a szerzői jogokat jelzi, nem szolgál a cikkben szereplő információk forrásmegjelöléseként.